# وديع دده
وديع دده (1920 - 2019) هو سيناتور أمريكي لولاية كاليفورنيا في الولايات المتحدة من أصل عراقي كلداني وهو من أتباع الكنيسة الكلدانية الكاثوليكية، وعرف في ولاية كاليفورنيا بأبو قانون كالترانز، نسبة إلى قانون إنشاء الإدارة المسؤولة عن الطرق السريعة والجسور وخطوط السكك الحديدية وخطوط النقل وأعمال البناء والصيانة في ولاية كاليفورنيا، ويفتخر هو بأنه ساهم في إنجاز تشريع على هذا القدر من الأهمية.
كما كان لأهميته في الولايات المتحدة أن علقت صوره في إحدى الغرف في الإدارة الأمريكية مع الرئيس الأسبق رونالد ريغان ومع السيناتور الراحل إدوارد كنيدي.

## بداية حياته
من إحدى كتب وديع دده يقول فيها أنه كلداني كاثوليكي ولد في بغداد في العراق سنة 1920، حيث كانت أمه في زيارة لوالديها وبعد ذلك انتقل هو وأمه إلى مدينة الأهواز في إيران حيث كان والده وأقاربه هناك حيث كانوا قد هربوا من بغداد، هربا من الخدمة في الجيش العثماني في الحرب العالمية الأولى.
وعندما كان في عمر 14 سنة عادت عائلته إلى بغداد وكان وديع البكر بين إخوته وكان له 3 أخوة وأختان، أكمل دراسته الثانوية في بغداد، وكان يريد أن يدخل كلية الحقوق لكنه رفض بسبب وجود كوتا طائفية في ذلك الوقت خصصت للكلدان 4 مقاعد وهذا ما كان ينزعج منه، فألتحق بدار المعلمين في قسم الآداب في اللغة الإنجليزية حيث كان يتقنها في ذلك الوقت.
في سنة 1947 هاجر إلى الولايات المتحدة ووصل إلى مدينة نيويورك، وكان له أقارب في ديترويت، وعمل هناك في البقالة، وهناك نال الماجستير في العلوم السياسية والقوانين الدولية والدستور الأمريكي.
بعدها انتقل إلى مونتري، كاليفورنيا وتوظف هناك في معهد اللغات العسكرية، وقرر الاستقرار هناك، فتزوج هناك من امرأة أمريكية اسمها ماريلين، سنة 1951، ورزق بابن سماه بيتر دده، أصبح فيما بعد قاضيًا منتخبًا في محكمة سان دييغو، كاليفورنيا العليا.

## شغفه السياسي
كان وديع ملهما بمقالات جون كينيدي، الذي قال: شغف المهاجر الكاثوليكي وديع بالسياسة كان بسبب ذلك «الكاثوليكي الشاب الذي أراد أن يصبح رئيسا للولايات المتحدة الأميركية».
لم يكن وديع يعرف جون كينيدي في ذلك الوقت، لكنه كان سببا في التحاقه في الحزب الديموقراطي الأمريكي سنة 1959 وتطوع للعمل في الحملة الانتخابية لجون كينيدي في بعض المقاطعات في سان دييغو، وقال له البعض: ألا تخاف أن تترشح لمنصب رسمي وأنت كلداني؟ فأجاب هنا أميركا وليس العراق.
وفي عام 1966 ترشح وديع دده، وأنتخب عضوا في مجلس النواب في ولاية كاليفورنيا، في منطقة أمبريال بيتش، سان دييغو، وبذلك أصبح وديع دده أول عراقي انتخب لمنصب رسمي في الولايات المتحدة الأمريكية، حيث تقدم هناك على 3 منافسين له، ومنذ سنة 1966 منذ بداية عمله السياسي إلى تقاعده في سنة 1993، انتخب دده 8 مرات كعضو لمجلس النواب في ولاية كاليفورنيا وانتخب 3 مرات كعضو لمجلس الشيوخ في نفس الولاية.
بعد 66 عاما على قدومه إلى هذه البلاد، قيَّم وديع دده حياته بقوله: «سأجيبك بسؤال: لو بقيت في بغداد، هل كنت سأصل إلى ما وصلت إليه وأنجزته في حياتي في أميركا؟ الجواب كلا.. فأنا لم أستطع الدخول إلى كلية الحقوق، فهل كنت سأدخل إلى الحياة النيابية؟».